# Saša Ilić (middenvelder)
Saša Ilić (Servisch: Саша Илић) (Požarevac, 30 december 1977) is een Servische voetballer die bij voorkeur als middenvelder speelt. Hij verruilde in januari 2010 Red Bull Salzburg voor FK Partizan. Ilić debuteerde in 2003 in het voetbalelftal van Servië en Montenegro en in 2006 in het Servisch voetbalelftal.

## Carrière

### Servië en Spanje
Ilić debuteerde in het seizoen 1996-1997 in het betaald voetbal in het shirt van Partizan Belgrado. Hij speelde er bijna tien jaar, uitgezonderd een verhuurperiode bij Celta de Vigo in het seizoen 2003-04. Ilić won in Servië vijfmaal het kampioenschap en tweemaal de nationale beker. Zijn korte verblijf in Spanje werd geen succes en het seizoen daaropvolgend speelde de middenvelder weer voor Partizan, waarna hij de overstap naar Turkije maakte.

### Turkije
Ilić vervoegde in de zomer van 2005 de gelederen van Galatasaray. In augustus van datzelfde jaar, tijdens zijn eerste match in de Süper Lig, scoorde hij meteen twee doelpunten. Toen Ilić de overstap maakte naar Galatasaray, bood men hem het shirt met nummer tien aan, dat hij weigerde. Hij voelde zich gemakkelijker in een shirt met zijn nummer 22.
Met twaalf goals in het seizoen 2005-06 was Ilić de op twee na beste doelpuntenmaker van zijn ploeg. Galatasaray werd dat seizoen kampioen van Turkije. In het daaropvolgende seizoen (2006-07) begon Ilić met vijf goals in de eerste vier wedstrijden in de Süper Lig. Hij eindigde het seizoen op tien goals. Ilić eindigde met Gala op plaats drie in de competitie.

### Oostenrijk en Griekenland
Na twee jaar gespeeld te hebben in Turkije, besloot de Serviër te verkassen naar Oostenrijk. Ilić tekende een contract tot en met de zomer van 2010 bij Red Bull Salzburg. In zijn eerste seizoen was de middenvelder een basisspeler en scoorde hij regelmatig. Tijdens de eerste helft van zijn tweede seizoen in Oostenrijkse dienst, zat Ilić meer op de bank dan hij op het veld stond. In januari 2009 besloot de club om de Serviër te verhuren aan Larissa, op dat moment actief in de Griekse eerstedivisie. Bij Larissa was hij de vervanger van Mbo Mpenza, die in december 2008 besloot te stoppen met voetballen. In september 2009 kwam Ilic in opspraak omdat hij juichte voor tegenstander Lazio Roma in de 2-1 gewonnen uitwedstrijd van Red Bull Salzburg in de Euroleague.

## Nationaal elftal
Ilić maakte op 16 augustus 2000 zijn debuut als international in het elftal van Joegoslavië. De aanvallende middenvelder was ook geselecteerd voor het team van Servië & Montenegro dat deelnam aan het WK 2006 in Duitsland. Hij kwam alleen in de laatste groepswedstrijd als invaller in actie en scoorde daarbij een doelpunt, in de met 3:2 verloren wedstrijd tegen Ivoorkust.
| Interlands van Saša Ilić voor Servië en Montenegro | Interlands van Saša Ilić voor Servië en Montenegro | Interlands van Saša Ilić voor Servië en Montenegro | Interlands van Saša Ilić voor Servië en Montenegro | Interlands van Saša Ilić voor Servië en Montenegro | Interlands van Saša Ilić voor Servië en Montenegro |
| №                                                  | Datum                                              | Wedstrijd                                          | Uitslag                                            | Competitie                                         | Goals                                              |
| -------------------------------------------------- | -------------------------------------------------- | -------------------------------------------------- | -------------------------------------------------- | -------------------------------------------------- | -------------------------------------------------- |
| 1                                                  | 03.06.2003                                         | Engeland – Servië en M.                            | 2 – 1                                              | Vriendschappelijk                                  | 0                                                  |
| 2                                                  | 20.08.2003                                         | Servië en M. – Wales                               | 1 – 0                                              | EK-kwalificatie                                    | 0                                                  |
| 3                                                  | 10.09.2003                                         | Servië en M. – Italië                              | 1 – 1                                              | EK-kwalificatie                                    | Goal                                               |
| 4                                                  | 16.11.2003                                         | Polen – Servië en M.                               | 4 – 3                                              | Vriendschappelijk                                  | 0                                                  |
| 5                                                  | 31.03.2004                                         | Servië en M. – Noorwegen                           | 0 – 1                                              | Vriendschappelijk                                  | 0                                                  |
| 6                                                  | 11.07.2004                                         | Servië en M. – Slowakije                           | 2 – 0                                              | Vriendschappelijk                                  | 0                                                  |
| 7                                                  | 13.07.2004                                         | Japan – Servië en M.                               | 1 – 0                                              | Vriendschappelijk                                  | 0                                                  |
| 8                                                  | 30.03.2005                                         | Servië en M. – Spanje                              | 0 – 0                                              | WK-kwalificatie                                    | 0                                                  |
| 9                                                  | 15.08.2005                                         | Polen – Servië en M.                               | 3 – 2                                              | Vriendschappelijk                                  | 0                                                  |
| 10                                                 | 17.08.2005                                         | Oekraïne – Servië en M.                            | 2 – 1                                              | Vriendschappelijk                                  | 0                                                  |
| 11                                                 | 03.09.2005                                         | Servië en M. – Litouwen                            | 2 – 0                                              | WK-kwalificatie                                    | Goal                                               |
| 12                                                 | 07.09.2005                                         | Spanje – Servië en M.                              | 1 – 1                                              | WK-kwalificatie                                    | 0                                                  |
| 13                                                 | 12.10.2005                                         | Servië en M. – Bosnië en Herz.                     | 1 – 0                                              | WK-kwalificatie                                    | 0                                                  |
| 14                                                 | 13.11.2005                                         | China – Servië en M.                               | 0 – 2                                              | Vriendschappelijk                                  | 0                                                  |
| 15                                                 | 16.11.2005                                         | Zuid-Korea – Servië en M.                          | 2 – 0                                              | Vriendschappelijk                                  | 0                                                  |
| 16                                                 | 27.05.2006                                         | Servië en M. – Uruguay                             | 1 – 1                                              | Vriendschappelijk                                  | 0                                                  |
| 17                                                 | 21.06.2006                                         | Ivoorkust – Servië en M.                           | 3 – 2                                              | WK-eindronde                                       | Goal                                               |

| Interlands van Saša Ilić voor Servië | Interlands van Saša Ilić voor Servië | Interlands van Saša Ilić voor Servië | Interlands van Saša Ilić voor Servië | Interlands van Saša Ilić voor Servië | Interlands van Saša Ilić voor Servië |
| №                                    | Datum                                | Wedstrijd                            | Uitslag                              | Competitie                           | Goals                                |
| ------------------------------------ | ------------------------------------ | ------------------------------------ | ------------------------------------ | ------------------------------------ | ------------------------------------ |
| 1                                    | 16.08.2006                           | Tsjechië – Servië                    | 1 – 3                                | Vriendschappelijk                    | 0                                    |
| 2                                    | 02.09.2006                           | Servië – Azerbeidzjan                | 1 – 0                                | EK-kwalificatie                      | 0                                    |
| 3                                    | 11.10.2006                           | Servië – Armenië                     | 3 – 0                                | EK-kwalificatie                      | 0                                    |
| 4                                    | 26.03.2008                           | Oekraïne – Servië                    | 2 – 0                                | Vriendschappelijk                    | 0                                    |
| 5                                    | 24.05.2008                           | Ierland – Servië                     | 1 – 1                                | Vriendschappelijk                    | 0                                    |
| 6                                    | 28.05.2008                           | Rusland – Servië                     | 2 – 1                                | Vriendschappelijk                    | 0                                    |
| 7                                    | 31.05.2008                           | Duitsland – Servië                   | 2 – 1                                | Vriendschappelijk                    | 0                                    |
| 8                                    | 06.09.2008                           | Servië – Faeröer                     | 2 – 0                                | WK-kwalificatie                      | 0                                    |

## Clubstatistieken
| seizoen | club              | land                 | competitie              | duels | goals |
| ------- | ----------------- | -------------------- | ----------------------- | ----- | ----- |
| 1996/97 | Partizan Belgrado | Joegoslavië          | Meridian Superliga      | 1     | 0     |
| 1997/98 | Partizan Belgrado | Joegoslavië          | Meridian Superliga      | 25    | 3     |
| 1998/99 | Partizan Belgrado | Joegoslavië          | Meridian Superliga      | 23    | 14    |
| 1999/00 | Partizan Belgrado | Joegoslavië          | Meridian Superliga      | 32    | 17    |
| 2000/01 | Partizan Belgrado | Joegoslavië          | Meridian Superliga      | 30    | 19    |
| 2001/02 | Partizan Belgrado | Joegoslavië          | Meridian Superliga      | 28    | 12    |
| 2002/03 | Partizan Belgrado | Servië en Montenegro | Meridian Superliga      | 25    | 11    |
| 2003/04 | Partizan Belgrado | Servië en Montenegro | Meridian Superliga      | 14    | 6     |
| 2003/04 | → Celta de Vigo   | Spanje               | Primera División        | 13    | 1     |
| 2004/05 | Partizan Belgrado | Servië en Montenegro | Meridian Superliga      | 22    | 16    |
| 2005/06 | Galatasaray       | Turkije              | Süper Lig               | 30    | 12    |
| 2006/07 | Galatasaray       | Turkije              | Süper Lig               | 29    | 10    |
| 2007/08 | Red Bull Salzburg | Oostenrijk           | Bundesliga (Oostenrijk) | 30    | 8     |
| 2008/09 | Red Bull Salzburg | Oostenrijk           | Bundesliga (Oostenrijk) | 3     | 0     |
| 2008/09 | Red Bull Juniors  | Oostenrijk           | Erste Liga              | 1     | 0     |
| 2008/09 | → Larissa         | Griekenland          | Super League            | 17    | 1     |
| 2009/10 | Red Bull Salzburg | Oostenrijk           | Bundesliga (Oostenrijk) | 1     | 0     |
| 2009/10 | Partizan Belgrado | Servië               | Meridian Superliga      | 14    | 3     |
| 2010/11 | Partizan Belgrado | Servië               | Meridian Superliga      | 25    | 1     |
| 2011/12 | Partizan Belgrado | Servië               | Meridian Superliga      | 25    | 4     |
| 2012/13 | Partizan Belgrado | Servië               | Meridian Superliga      | 25    | 5     |
| 2013/14 | Partizan Belgrado | Servië               | Meridian Superliga      | 26    | 5     |
| 2014/15 | Partizan Belgrado | Servië               | Meridian Superliga      | 27    | 3     |
| 2015/16 | Partizan Belgrado | Servië               | Meridian Superliga      | 28    | 6     |
| 2016/17 | Partizan Belgrado | Servië               | Meridian Superliga      | 22    | 0     |
| 2017/18 | Partizan Belgrado | Servië               | Meridian Superliga      | 20    | 1     |
| Totaal  | Totaal            | Totaal               | Totaal                  | 536   | 158   |

## Erelijst
- Kampioen van Klein-Joegoslavië: 1997, 1999, 2002
- Kampioen van Servië & Montenegro: 2003, 2005
- Kampioen van Servië: 2010, 2011, 2012, 2013, 2015
- Bekerwinnaar Klein-Joegoslavië: 1998, 2001
- Kampioen van Turkije: 2006

1 A. Jovanović  ·
3 M. Ilić ·
4 Jurčević ·
5 Antić ·
9 Đ. Jovanović ·
10 Natkho ·
14 Kovač ·
15 Kalulu ·
16 Owusu ·
17 Živković ·
18 Mujakić ·
19 Šćekić ·
20 Grimaldo ·
23 Nikolić ·
24 Đurđević ·
25 De Medina ·
26 Filipović ·
27 Fuhrer ·
29 Zahid ·
30 Roganović ·
31 Krunić ·
33 Arriaga ·
39 Ibrahim ·
40 Simić ·
42 D. Jovanović ·
43 Trifunović ·
44 Makević ·
45 Stjepanović ·
50 Lazarević ·
70 Janković ·
77 Goh ·
78 Petrović ·
85 Stevanović ·
88 Kerkez ·
90 Alilović ·
Coach: Milošević